# Liste de guitaristes par genre
 (septembre 2024).
Si vous disposez d'ouvrages ou d'articles de référence ou si vous connaissez des sites web de qualité traitant du thème abordé ici, merci de compléter l'article en donnant les références utiles à sa vérifiabilité et en les liant à la section « Notes et références ».

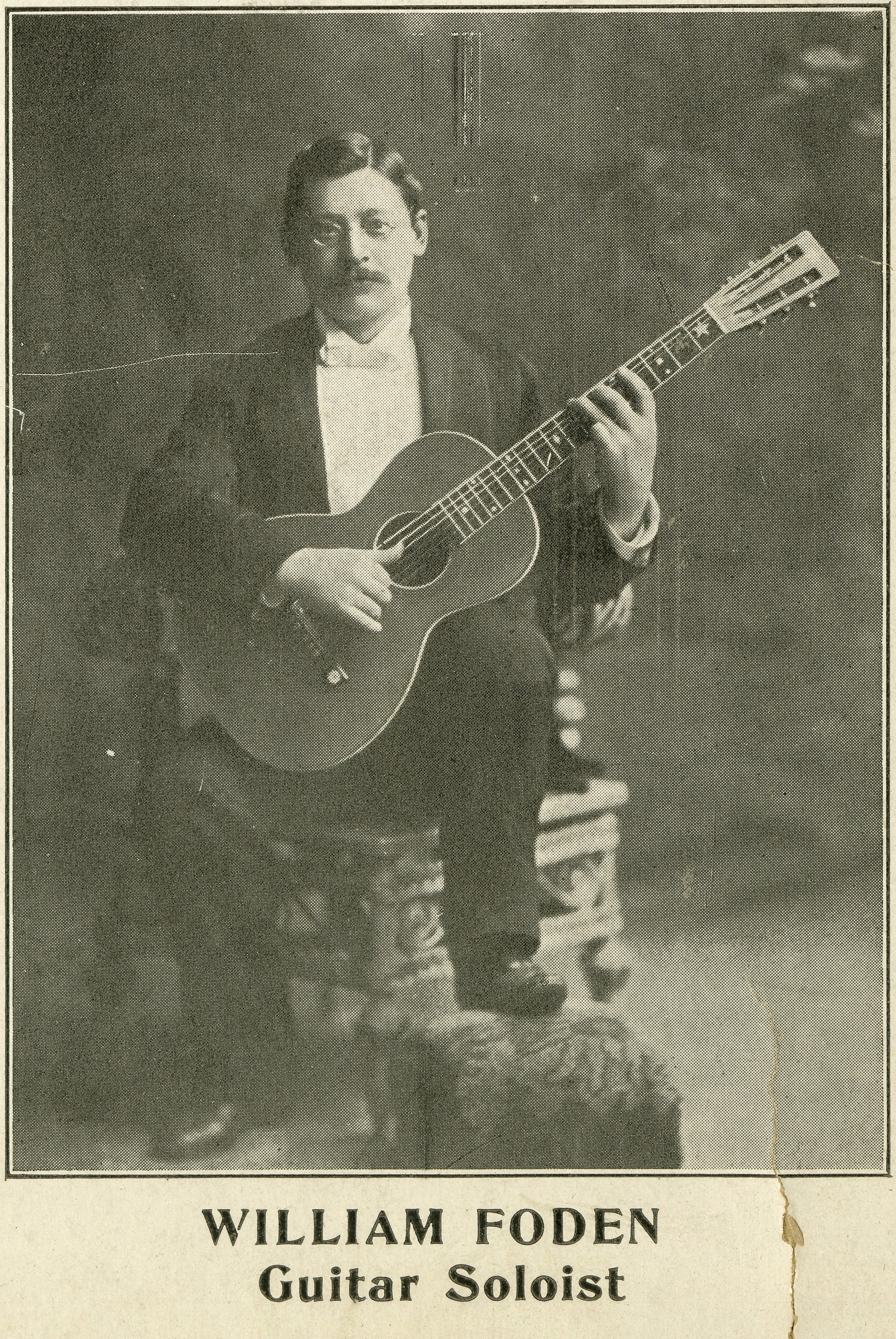
William Foden, 1918

Un guitariste est un musicien jouant de la guitare. Cet instrument est utilisé dans de nombreux styles comme la musique de la Renaissance, la musique baroque, la musique classique, le jazz, le rock ou le flamenco. Des guitaristes célèbres sont répertoriés dans les listes ci-dessous.

## Guitaristes classiques

### Guitaristes de la Renaissance

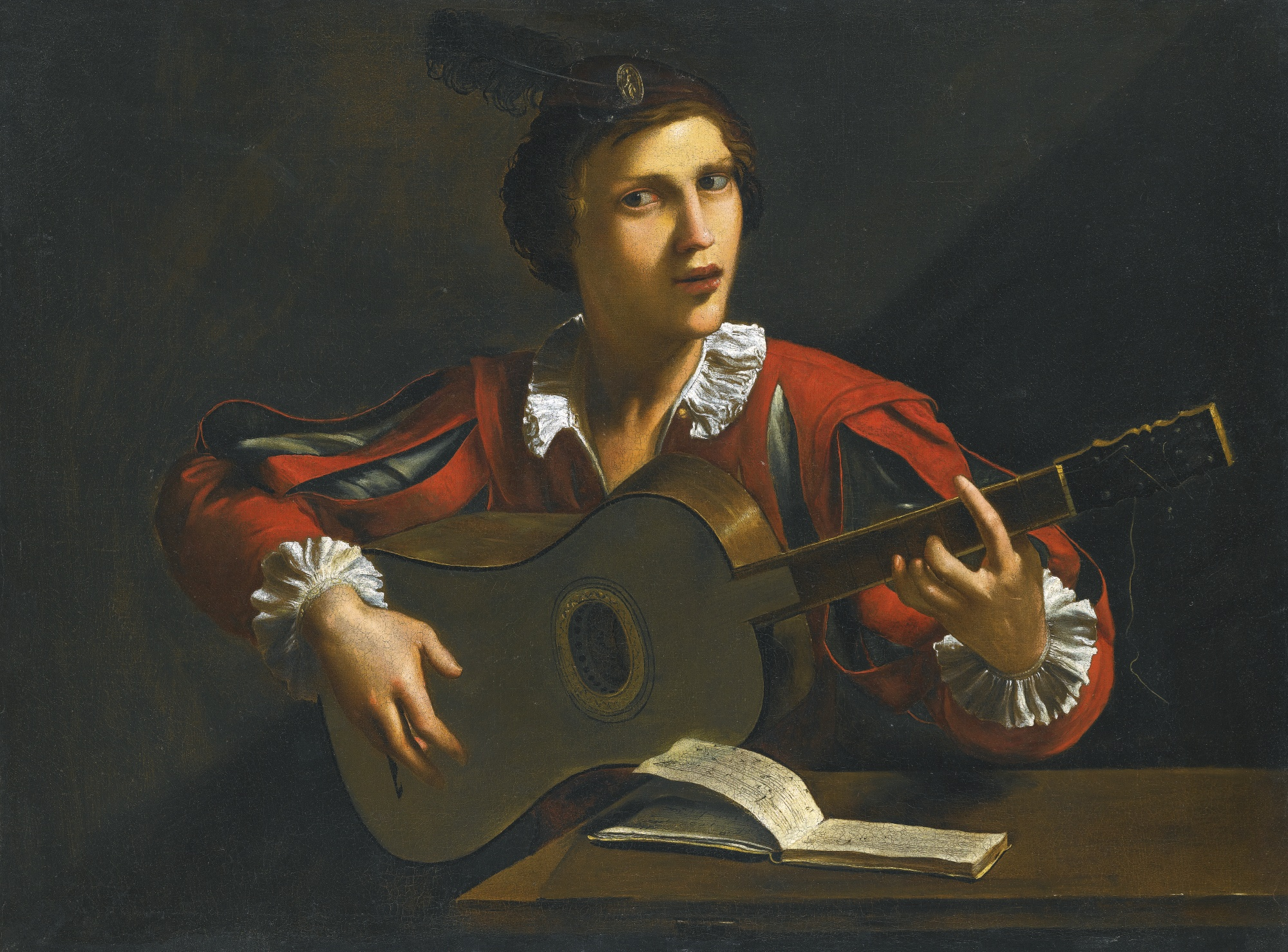
Joueur de guitare assis dans un intérieur, P. Paolini, av. 1681

Les guitaristes des XVe et XVIe siècles, étaient aussi luthistes et parfois vihuelistes et ont écrit pour plusieurs de ces instruments.
- Miguel de Fuenllana († 1579)
- Adrian Le Roy (v. 1520-1598)
- Guillaume Morlaye (v. 1515-?)
- Alonso Mudarra († 1580)
- Luys de Narváez (v. 1490-1547)

### Guitaristes baroques
Les guitaristes des XVIIe et XVIIIe siècles, qui étaient parfois aussi luthistes, ont également composé pour leur instrument.
- François Campion (ca 1688-1748)
- Antoine Carré
- Francesco Corbetta (ca 1620-1681)
- Nicolas Derosiers
- Giovanni Paolo Foscarini
- Henri Grenerin
- Giovanni Battista Granata
- Francisco Guerau (1649 – 1717/1722)
- Louis Jourdan de La Salle
- Louis XIV
- Girolamo Montesardo
- Santiago de Murcia
- Ludovico Roncalli
- Gaspar Sanz (1640-1710)
- Robert de Visée (ca 1658-1725)

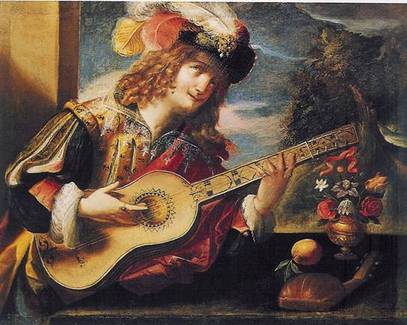
Le Guitariste, Tommaso Pombioli, 1636
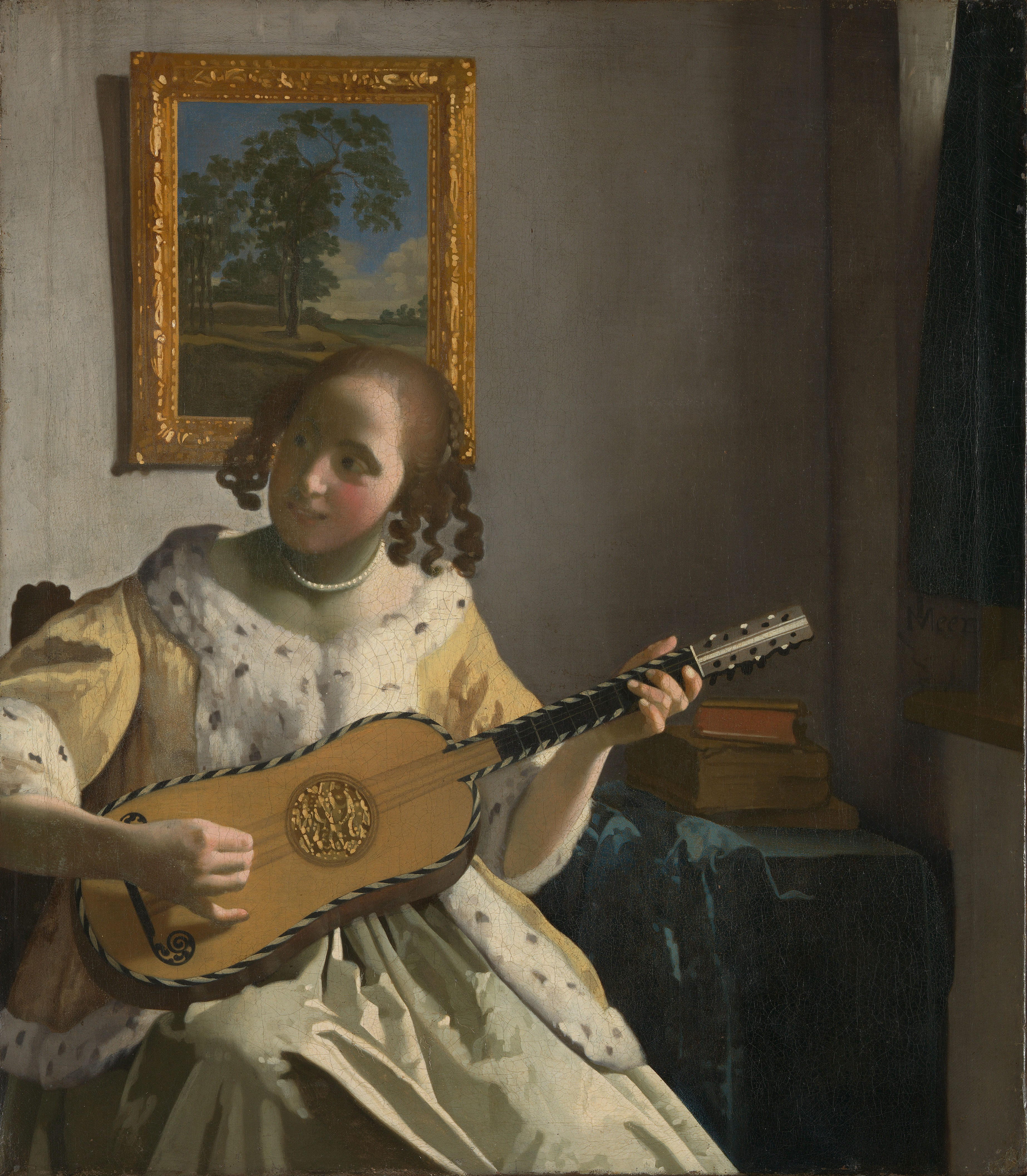
Joueuse de guitare, J. Vermeer, v. 1670
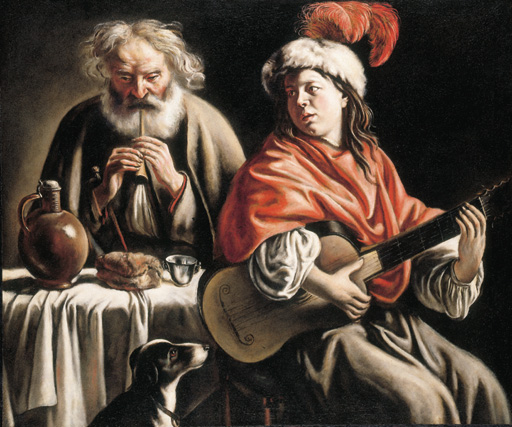
Jeune homme jouant de la guitare et un vieil homme jouant du pipeau en intérieur, M. Le Nain, XVIIe
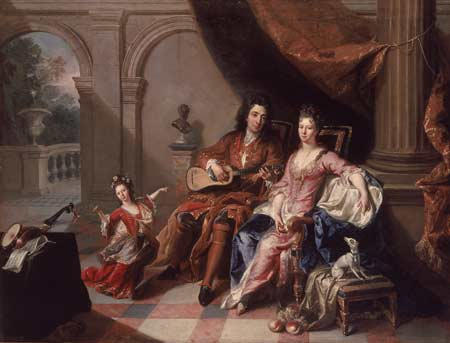
Le Guitariste, J. van Schuppen, 1706-07

### XIXesiècle
- Dionisio Aguado (1784-1849)
- Nikolai Alexandrov (1818-1884)
- Matteo Carcassi (1792-1853)
- Francesco Molino (1768 – 1847)
- Ferdinando Carulli (1770-1841)
- Napoléon Coste (1805-1883)
- Marco Aurelio Zani de Ferranti (1801-1878)
- José Ferrer (1835-1916)
- François de Fossa
- Mauro Giuliani (1781-1829)
- Johann Kaspar Mertz (1806-1856)
- Giulio Regondi (1822-1872)
- Luigi Rinaldo Legnani (1790-1877)
- Fernando Sor (1778-1839)
- Francisco Tárrega (1852-1909)
- Alfred Cottin (1863-1923)
- Catharina Josepha Pratten  (1824-1895) [1]

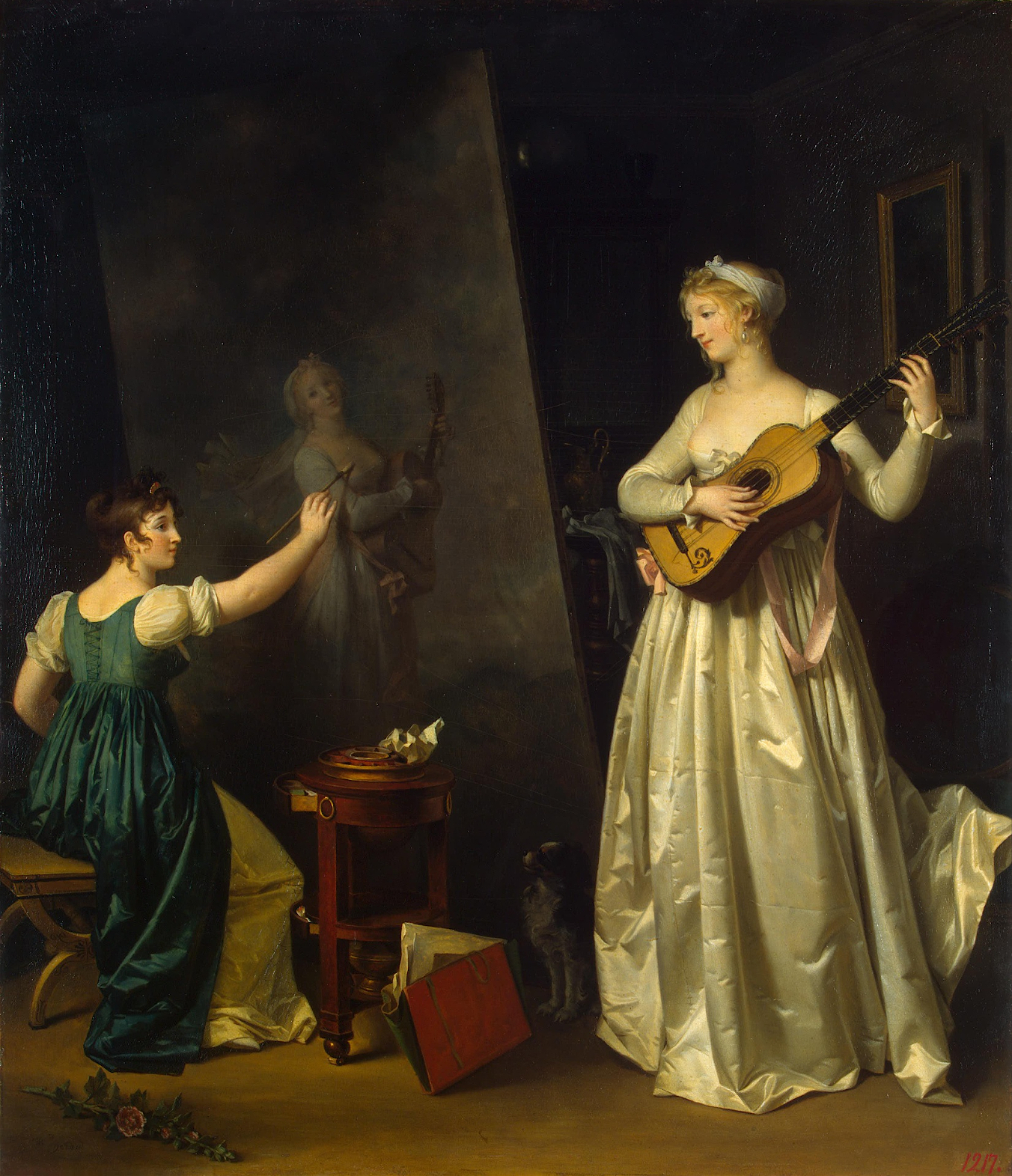
Artist peignant le portrait d'une musicienne, M. Gérard, 1790-1803
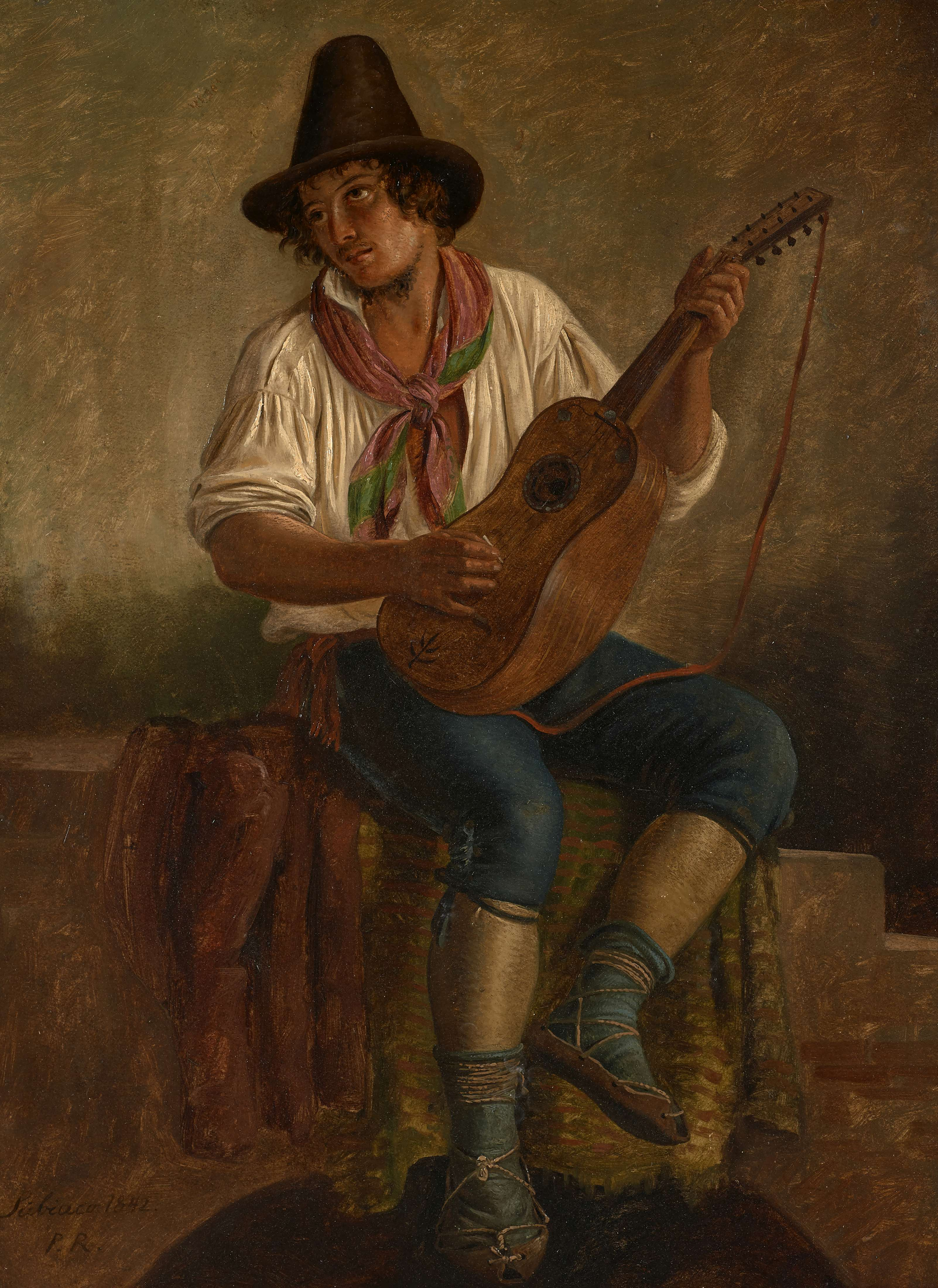
Jeune homme de Subiaco jouant de la guitare en intérieur, J. P. Raadsig, 1842
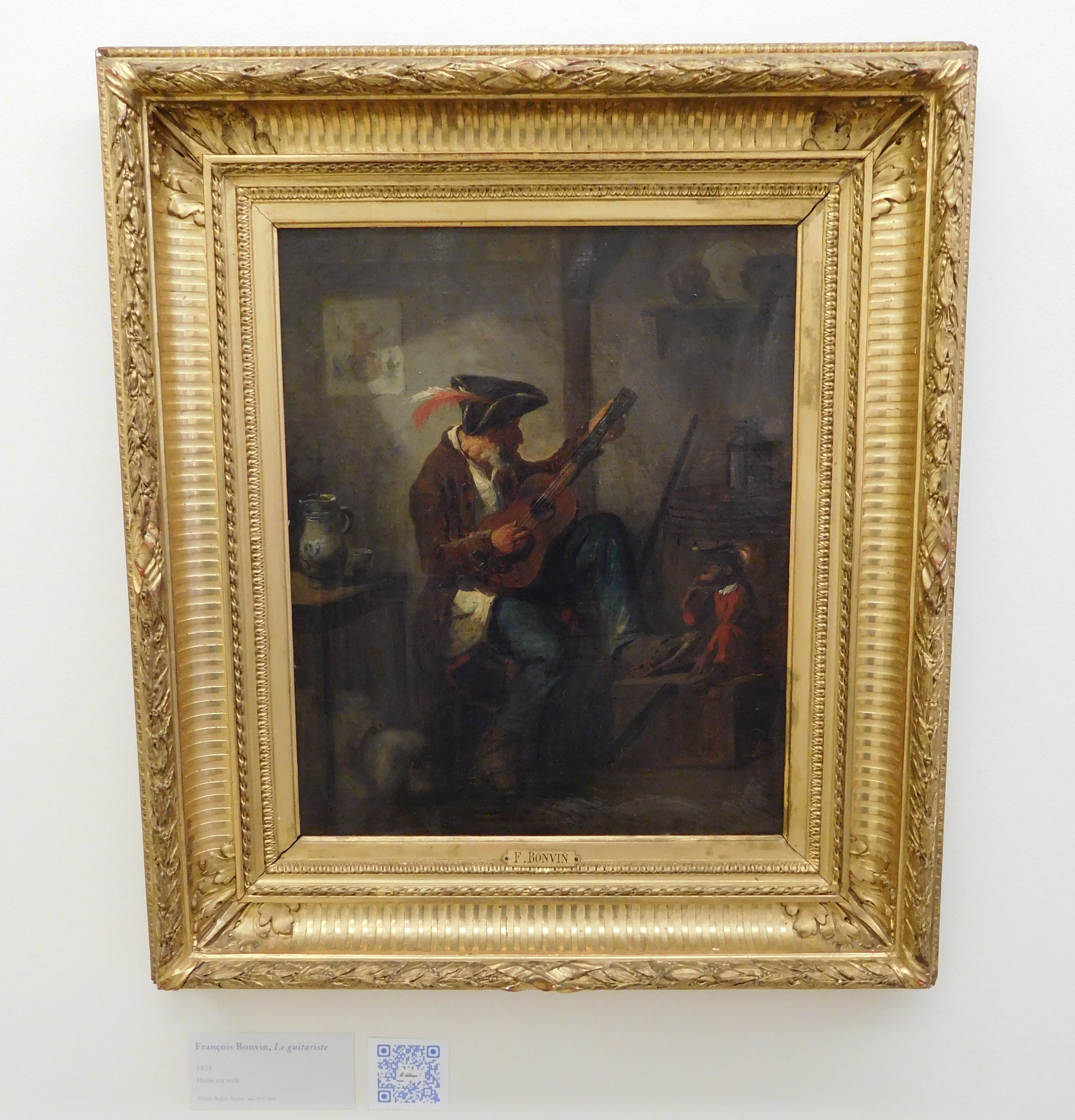
Le guitariste, F. Bonvin, 1851

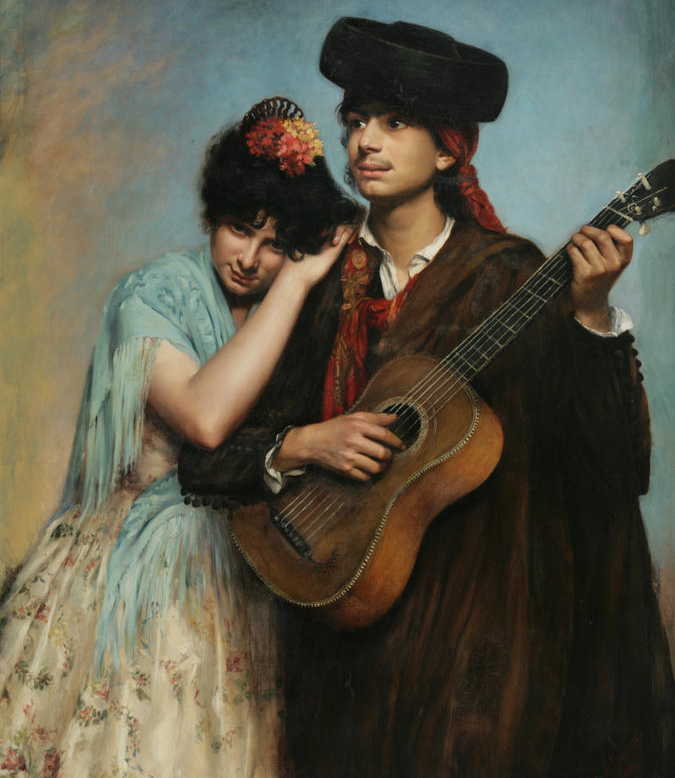
Le Guitariste, A. de Bañuelos-Thorndike, 1880
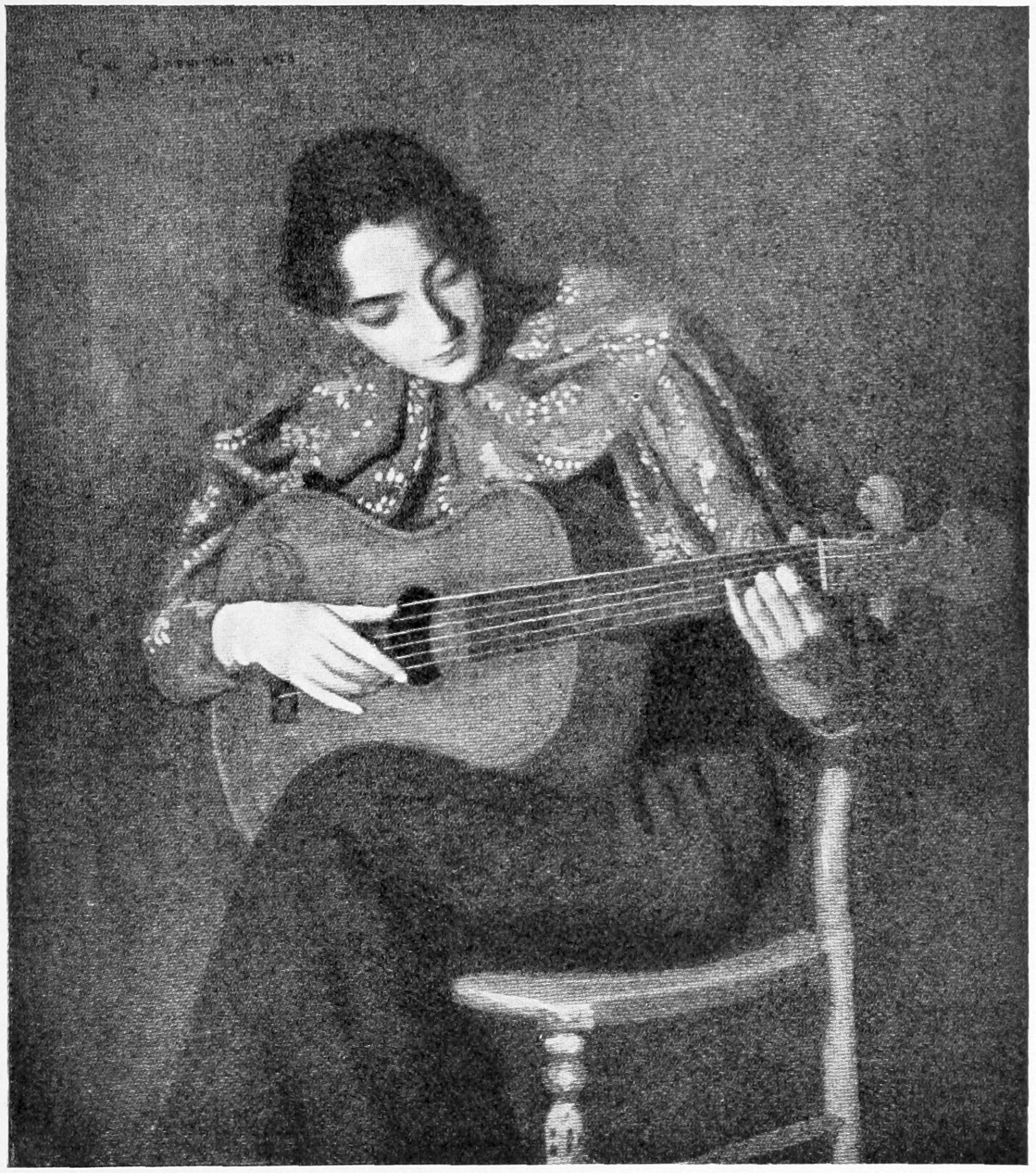
La Guitariste, The Yellow Book, George Thomson, 1895
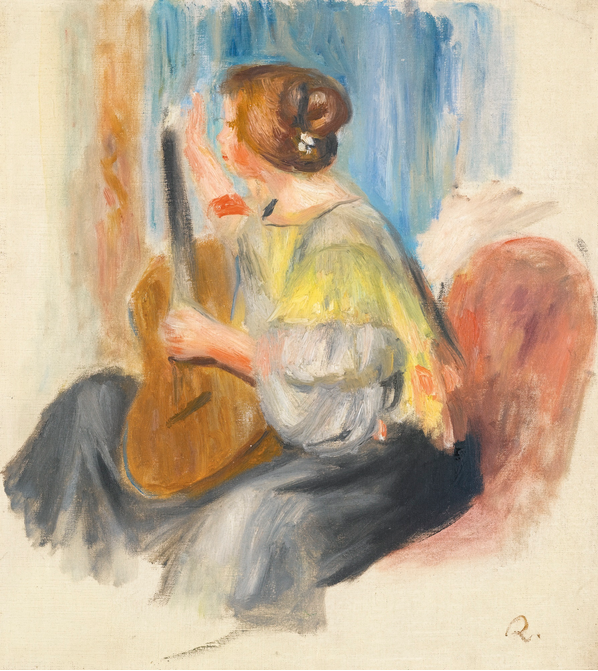

### XXesiècle
- Agustín Barrios Mangoré (1885-1944)
- Emilio Pujol (1886-1980)
- Andrés Segovia (1893-1987)
- Antonio Lauro (1917-1986)
- Dimitris Fampas (1921-1996)
- Ida Presti (1924-1967)
- Narciso Yepes (1927-1997)
- Alexandre Lagoya (1929-1999)

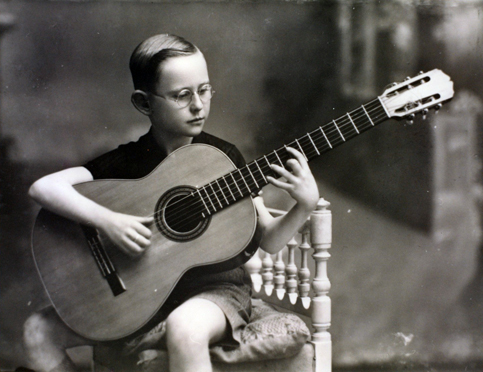
Narciso Yepes
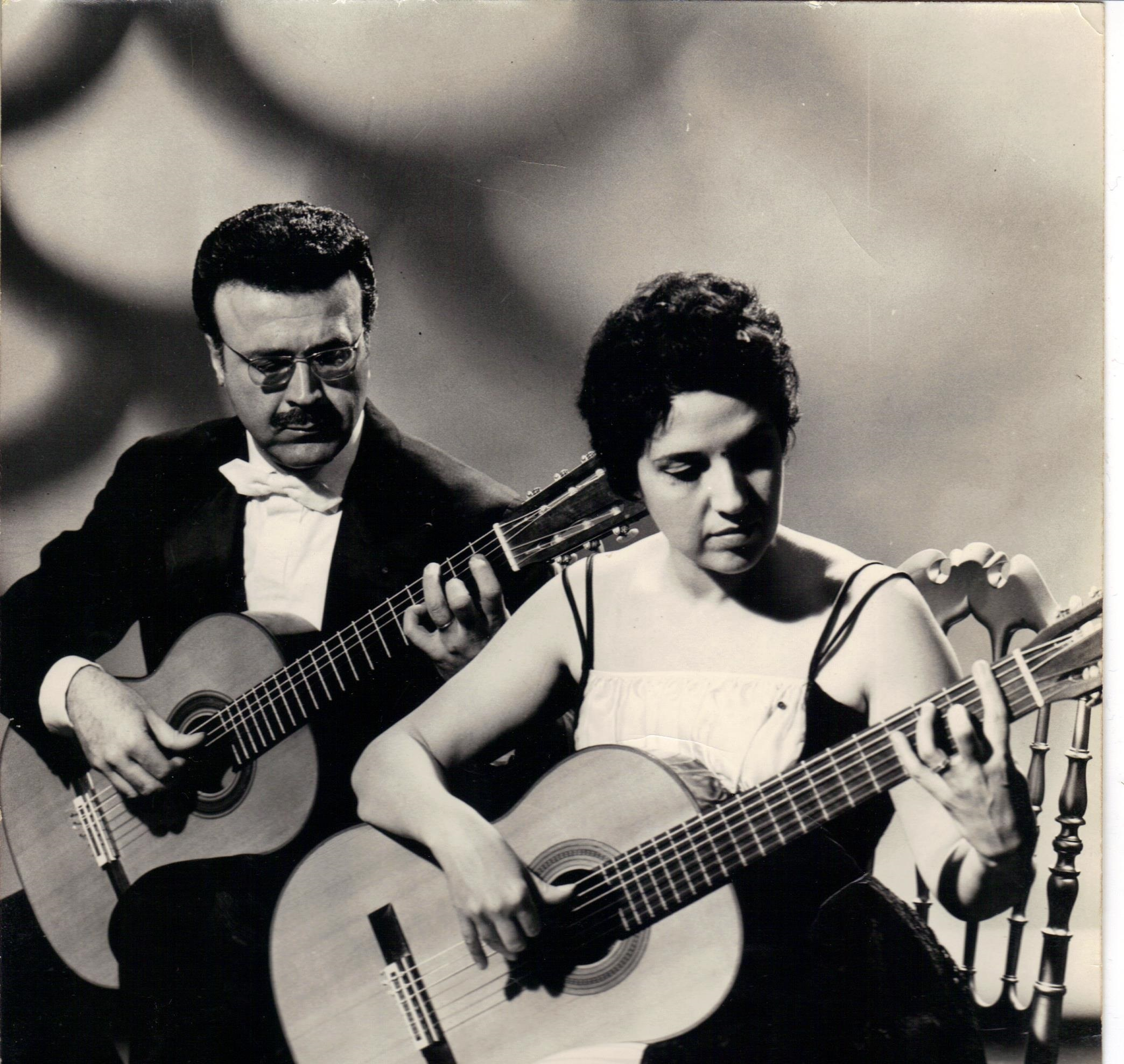
Alexandre Lagoya et Ida Presti
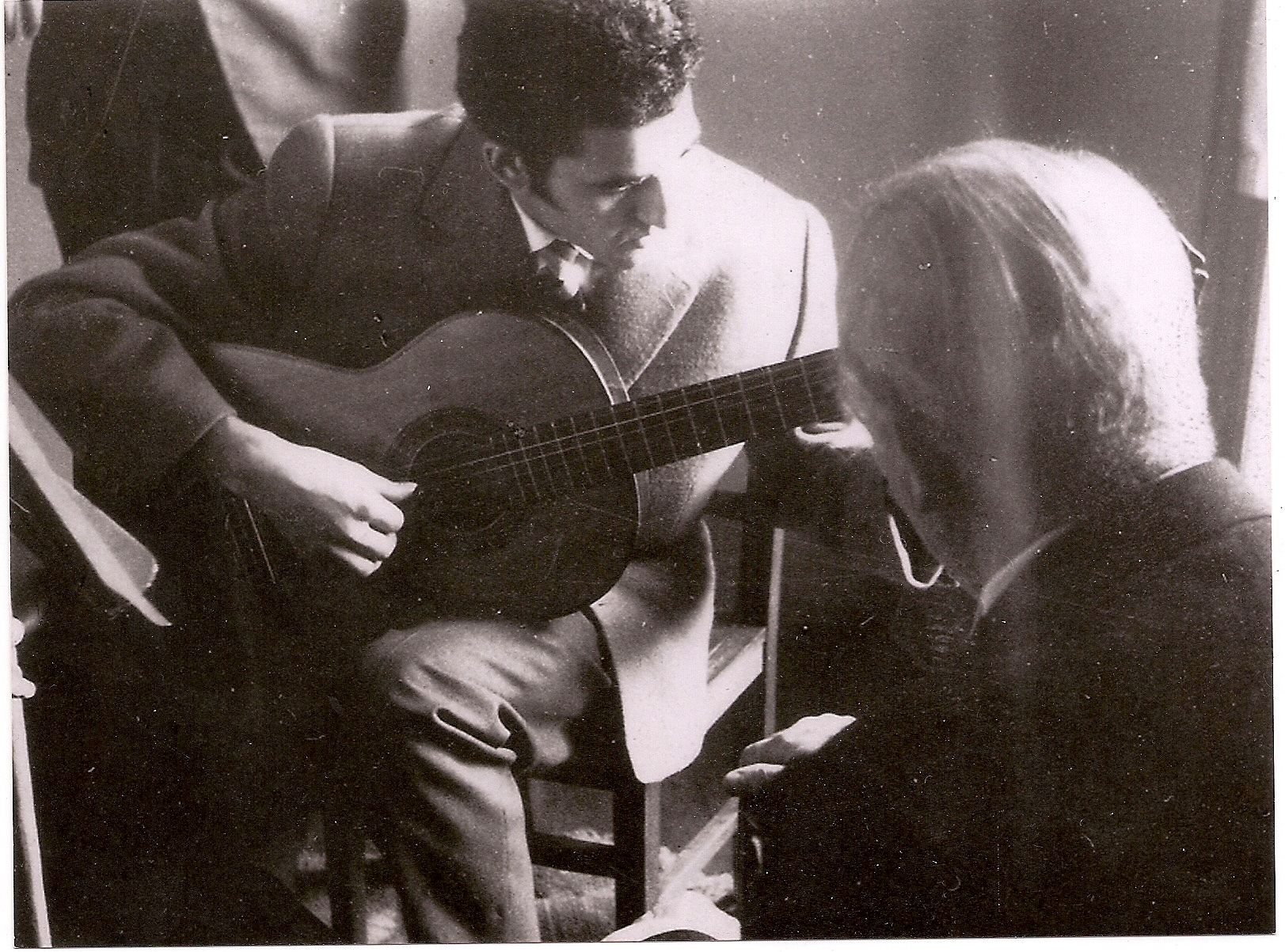
José Lopes e Silva et Emilio Pujol

### Guitaristes contemporains

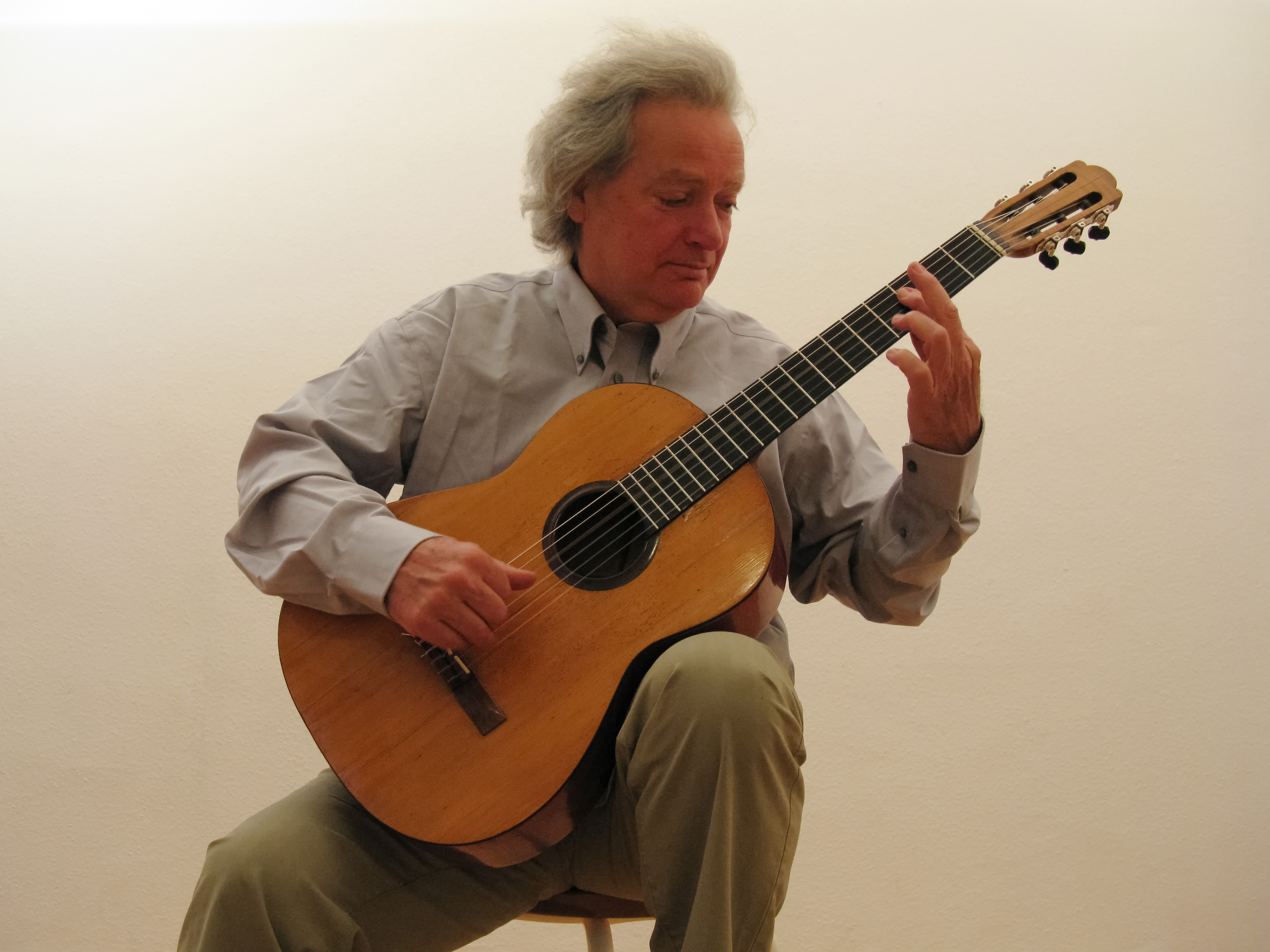
Carlo Domeniconi

Cette liste répertorie les guitaristes les plus célèbres, pour une liste plus complète voyez catégorie:guitariste classique.
- Lily Afshar
- Allan Alexander
- Magnus Andersson (1955)
- José Barrense-Dias (1932)
- Manuel Barrueco (1952)
- Pascal Boëls (1953)
- Julian Bream (1933)
- Leo Brouwer (1939)
- Jesús Castro Balbi
- Christine de Chimay (1952)
- Aniello Desiderio
- Thibault Cauvin (1984)
- Olivier Château
- Valérie Duchâteau
- Carlo Domeniconi (1947)
- Arnaud Dumond
- Roland Dyens (1955-2016)
- Eva Fampas
- Raphaël Faÿs (1959)
- Grisha Goryachev
- Jean-Félix Lalanne (1962)
- Pedro Ibanez (1948- )
- Vladimír Mikulka (de) (1950)
- Didier Magne (1957)
- Richard Manetti (1986)
- Maria Livia São Marcos (1942)
- Carlo Marchione (1964)
- Louis Bariohay (1963)
- Jorge Morel (1931)
- Judicaël Perroy  (1973)
- Alberto Ponce (1935)
- David Reinhardt (1986)
- John Williams (1941)
- Andrew York
- Emmanuel Rossfelder
- Luc Sigui
- Ana Vidović
- Steve Hackett
- Anthony Phillips
- Julia Lange[2]

## Guitaristes de Jazz
- John Abercrombie
- Chet Atkins
- Elek Bacsik
- Derek Bailey
- Louis Bariohay
- George Barnes (en)
- George Benson
- Elvin Bishop
- James Blood Ulmer
- Michael Bocian
- Lenny Breau
- Kenny Burrell
- Charlie Byrd
- Larry Carlton
- Philip Catherine
- Fawzi Chekili
- Charlie Christian
- Larry Coryell
- Sacha Distel
- Jean-Marie Ecay
- Christian Escoudé
- Herb Ellis
- Kevin Eubanks
- John Fahey
- Tal Farlow
- Raphaël Faÿs
- Mimi Fox ♀
- Bill Frisell
- Danny Gatton
- Freddie Green
- Grant Green
- Jim Hall
- Scott Henderson
- Allan Holdsworth
- Eric Johnson
- Jef Lee Johnson
- Barney Kessel
- Zack Kim
- Al Kooper
- Alexis Korner
- Carl Kress
- Biréli Lagrène
- Shawn Lane
- Jake Langley
- Jean-Pierre Llabador
- Éric Löhrer
- Paco de Lucía
- Sylvain Luc
- Franco Luambo
- Krzysztof Majchrzak
- Richard Manetti
- Pat Martino
- John McLaughlin
- Pat Metheny
- Al Di Meola
- Erik Mongrain
- Wes Montgomery
- Randy Napoleon
- Milton Nascimento
- Joe Pass
- Les Paul
- Bucky Pizzarelli
- Ernest Ranglin
- Leon Redbone
- David Reinhardt
- Django Reinhardt
- Marc Ribot
- Lee Ritenour
- Kurt Rosenwinkel
- Henri Salvador
- Patrick Saussois
- John Scofield
- Sonny Sharrock
- Luc Sigui
- Mike Stern
- Jacques Stotzem
- Adam Taubitz
- Olivier Tshimanga
- René Thomas
- Ralph Towner
- Chuck Wayne
- George Van Eps
- Jimmy Wyble (en)

## Guitaristes de Bossa Nova
- Laurindo Almeida
- Luiz Bonfá
- Oscar Castro-Neves
- João Gilberto
- Luiz Henrique (pt)
- Toninho Horta (pt)
- Antônio Carlos Jobim
- Nara Leão
- Carlos Lyra
- Roberto Menescal
- Paulinho Nogueira
- Lisa Ono
- Rosa Passos
- Irio De Paula
- Baden Powell
- Normando Santos (pt)
- Bola Sete
- Sivuca
- Toquinho
- Rosinha de Valença
- Caterina Valente
- Marcos Valle
- Caetano Veloso

## Guitaristes de Western Swing
- Jimmy Bryant
- Zeke Campbell
- Billy Dozier
- Cameron Hill
- Ken Carson
- Bob Kiser
- Louis Bariohay
- Eldon Shamblin (en)
- Jimmy Wyble (en)

## Guitaristes de Blues
- Kokomo Arnold
- Luther Allison
- Les Paul
- Rod Barthet (France)
- Chuck Berry
- Barbecue Bob
- Joe Bonamassa
- Grace Bowers
- Big Bill Broonzy
- Bonny B.
- Clarence Gatemouth Brown
- Tommy Castro
- LJ Tatge
- J.J. Cale
- Fred Chapellier (France)
- Laura Chavez (en)
- Popa Chubby
- Eric Clapton
- Albert Collins
- Robert Cray
- Pee Wee Crayton
- Joël Daydé
- Edwin Denninger
- Willy DeVille
- Bo Diddley
- John Fahey
- Robben Ford
- Anson Funderburgh
- Rory Gallagher
- Danny Gatton
- Stefan Grossman
- Buddy Guy
- Ice B.
- John Hammond Jr.
- Jeff Healey
- Cisco Herzhaft (France)
- Earl Hooker
- John Lee Hooker
- J.B. Hutto
- Howlin' Wolf
- Elmore James
- Skip James
- Luther Johnson
- Tommy Johnson
- Luther Johnson Jr.
- Blind Lemon Jefferson
- Robert Johnson
- John Jackson
- Jean-Michel Kajdan (France)
- Jorma Kaukonen
- Albert King
- B. B. King
- Freddie King
- Jimi Hendrix
- Sonny Landreth
- Michel Lelong (France)
- Furry Lewis
- John Mayall
- Willy Eckert
- John Mayer
- Steve Miller
- Memphis Minnie ♀
- Coco Montoya
- Louis Myers
- Robert Nighthawk
- Paul Personne (France)
- Lucky Peterson
- Kelly Joe Phelps
- Bonnie Raitt
- Louisiana Red
- Chris Rea
- Tampa Red
- Jimmy Reed
- Jimmie Rodgers
- Roy Rogers
- Otis Rush
- Magic Buck (France)
- Magic Sam
- Joanne Shaw Taylor
- Andy Summers
- Stevie Ray Vaughan
- Taj Mahal
- Hound Dog Taylor
- Susan Tedeschi ♀
- Rosetta Tharpe ♀
- T-Bone Walker
- Muddy Waters
- Chris Whitley
- Johnny Winter
- Carolyn Wonderland

## Guitaristes de Rock, Rock progressif, Hard Rock et Punk

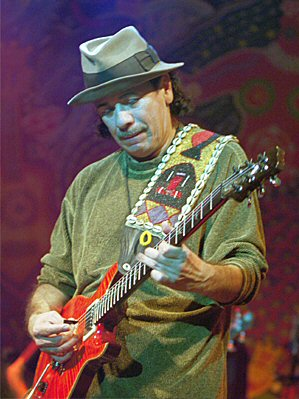
Carlos Santana jouant de la guitare électrique

- Haut – A
- B
- C
- D
- E
- F
- G
- H
- I
- J
- K
- L
- M
- N
- O
- P
- Q
- R
- S
- T
- U
- V
- W
- X
- Y
- Z

### A
- Will Adler
- Steve Albini
- Carlos Alomar
- Billie Joe Armstrong
- Duane Allman
- Jean-Louis Aubert
- Kevin Ayers
- Jean-Pierre Azoulay

### B
- Martin Barre
- Syd Barrett
- Jennifer Batten ♀
- Jeff Beck
- Adrian Belew
- Matthew Bellamy
- Chuck Berry
- Louis Bertignac
- Dickey Betts
- Big Jim Sullivan
- Frank Black
- Jack Black
- Ritchie Blackmore
- Mike Bloomfield
- Tommy Bolin
- Joe Bonamassa
- David Bonk
- Alice Botté
- Jean-Paul Bourelly
- Glenn Branca
- Michael Brook
- Bob Brozman
- Roy Buchanan
- Buckethead
- Lindsey Buckingham
- Jeff Buckley
- Rodolphe Burger
- Billy Burnette
- Paul Burlison (en)
- Rusty Burns
- James Burton
- John Butler

### C
- Toy Caldwell
- Randy California
- James Calvin Wilsey (en)
- Rhys Chatham
- Matthieu Chedid
- Pierre Chérèze
- Jean-Luc Chevalier
- Sébastien Chouard
- John Cipollina
- Eric Clapton
- Kurt Cobain
- Allen Collins
- Ry Cooder
- Billy Corgan
- Hugh Cornwell (The Stranglers)
- Nikka Costa
- Laura Cox
- Graham Coxon
- Helios Creed
- David Crosby
- Michel Cusson

### D
- Dick Dale
- Brody Dalle
- Dave Davies
- Brad Delson
- Marc Demelemester
- Rick Derringer
- Billy Duffy
- Tom DeLonge
- Philippe Dussaussay

### E
- Duane Eddy
- The Edge
- David Eugene Edwards
- Mike Einziger
- Roky Erickson

### F
- Serge Fiori
- Julien Florot
- John Fogerty
- Robben Ford
- Peter Frampton
- Andrew Latimer
- Ace Frehley
- Robert Fripp
- Fred Frith
- John Frusciante

### G
- Reeves Gabrels
- Steve Gaines
- Noel Gallagher
- Rory Gallagher
- Cliff Gallup
- Manu Galvin
- Frank Gambale
- Jerry Garcia
- Kyle Gass
- Lowell George
- Olivier Gérard
- Billy Gibbons
- David Gilmour
- Guthrie Govan
- Michel Govedri
- Rodrigo González
- Younès Grandjean
- Peter Green
- Jonny Greenwood
- Dave Grohl

### H
- Steve Hackett
- Johannes Halbig
- George Harrison
- Warren Haynes
- Jimi Hendrix
- Jimmy Herring
- Steve Hillage
- Dave Hlubek (en)
- Allan Holdsworth
- James Honeyman-Scott (en)
- Jerry Horton
- Greg Howe
- Steve Howe
- Steve Hunter
- Piss Hyphen

### J
- Matthias Jabs
- Patrick Stump
- Gérard Jaffrès
- Julien Jaffrès
- Boris Jardel
- Joan Jett ♀
- Eric Johnson
- Jeff Lee Johnson
- Jesse Johnson
- Wilko Johnson
- Michael Jones
- Mick Jones
- Mick Jones
- Micky Jones
- Steve Jones (1955)
- Julien Jorgensen
- John Frusciante

### K
- Jorma Kaukonen
- Zack Kim
- Ed King
- Josh Klinghoffer
- Mark Knopfler
- Paul Kossoff
- Richie Kotzen
- Mark Kozelek
- Norbert Krief
- Robby Krieger

### L
- Dominique Laboubée
- Greg Lake
- Albert Lee
- Alvin Lee
- Michael Lee Firkins
- Sébastien Lefebvre
- Jean Leloup
- Robin Le Mesurier
- John Lennon
- Basile Leroux
- Nils Lofgren
- Renaud Louis-Servais
- Courtney Love
- Gary Lucas
- Steve Lukather
- Antoine Lacombled

### M
- John McGeoch
- Roger McGuinn
- Lonnie Mack
- Mana
- Phil Manzanera
- Johnny Marr
- Hank Marvin
- MattRach
- Patrice Marzin
- Brian May
- Rickey Medlocke
- Jim Moginie
- Brian Molko
- Gary Moore
- Scotty Moore
- Thurston Moore
- Tom Morello
- Sterling Morrison
- Neal Morse
- Steve Morse
- Mark Morton
- Micky Moody

### N
- Dave Navarro
- Dominique Nicolas
- Leo Nocentelli (en)
- Ted Nugent

### O
- Mike Oldfield
- Roy Orbison

### P
- Jimmy Page
- Orianthi Panagaris
- Peter Paul
- Yan Péchin
- Joe Perry
- Paul Personne
- Yarol Poupaud
- Anthony Phillips

### Q
- Robert Quine

### R
- Johnny Ramone (1948-2004)
- Mick Ralphs
- Lee Ranaldo
- Brian Thomas Ray
- Chris Rea
- Lou Reed
- Vini Reilly
- Zachary Richard
- Keith Richards
- Franck Ridel
- Jean-Pierre Riou
- Hugo Ripoll
- Thibault Robert
- Robbie Robertson
- Mick Ronson
- Gary Rossington
- Steve Rothery
- Martin Rotsey
- Calvin Russell
- Leon Russell

### S
- Stevie Salas
- Richie Sambora
- Carlos Santana
- Joey Santiago
- Joe Satriani
- Syu
- Rudolf Schenker
- Jad Sebti
- Nick Sheppard (1960)
- Stéphane Sirkis
- Slash
- Hillel Slovak
- Earl Slick
- Pat Smear
- Chris Spedding
- John Squire
- Stephen Stills
- Jeff Stinco
- Mark St. John
- Joe Strummer (1952-2002)
- Andy Summers
- Amine Sanhaji
- Neal Schon
- Roine Stolt

### T
- Mick Taylor
- Serge Teyssot-Gay
- Hughie Thomasson
- Richard Thompson
- Johnny Thunders
- Andy Timmons
- Patrice Tison
- Pete Townshend
- Robin Trower
- Derek Trucks

### U
- Adrian Utley

### V
- Steve Vai
- Nick Valensi
- Eddie Van Halen
- Tom Verlaine

### W
- Dick Wagner
- Joe Walsh
- Clarence White
- Jack White
- Vince White (1960)
- Deryck Whibley
- Chris Whitley
- James Williamson
- Steven Wilson
- Johnny Winter
- Ron Wood
- Link Wray

### Y
- Neil Young
- Angus Young
- Malcolm Young

### Z
- Frank Zappa
- Dweezil Zappa
- Neil Zaza

## Guitaristes de metal
- Tosin Abasi
- Jason Becker
- Nuno Bettencourt
- Thomas Bressel
- Dimebag Darrell
- Brad Delson
- Marty Friedman
- Synyster Gates
- Björn Gelotte
- Janick Gers
- Paul Gilbert
- Christophe Godin
- Mårten Hagström
- Kirk Hammett
- Kai Hansen
- James Hetfield
- hide
- Tony Iommi
- Joey Jordison
- Chad Kroeger
- Richard Zven Kruspe
- Alexi Laiho
- Paul Landers
- Dominique Leurquin
- Herman Li
- Jani Liimatainen
- Alex Lifeson
- Kiko Loureiro
- Tony MacAlpine
- Jari Mäenpää
- Daron Malakian
- Yngwie Malmsteen
- Misha Mansoor (en)
- Mick Mars
- Vinnie Moore
- James Murphy
- Dave Murray
- Dave Mustaine
- André Olbrich
- Pata (guitariste)
- Axel Rudi Pell
- John Petrucci
- Al Pitrelli
- Vernon Reid
- Randy Rhoads
- Michael Romeo
- Patrick Rondat
- James Root
- Uli Jon Roth
- Tina S
- Michael Schenker
- James Shaffer
- Mike Shinoda
- Tim Sköld
- Adrian Smith
- Jesper Strömblad
- Joe Stump
- Ron Thal
- Mick Thomson
- Fredrik Thordendal
- Timo Tolkki
- Sam Totman
- Devin Townsend
- Mark Tremonti
- Luca Turilli
- Zacky Vengeance
- Emppu Vuorinen
- Michael Weikath
- Zakk Wylde

## Guitaristes de funk
- Carlos Alomar
- Steve Cropper
- John Frusciante
- Eddie Hazel
- Mark Lettieri
- Prince

- Nile Rodgers

- Cory Wong

## Guitaristes de folk traditionnel
- Clément Gendron
- Ramblin' Jack Elliott
- Davey Graham
- Arlo Guthrie
- Woody Guthrie
- Phil Ochs
- Tom Paxton
- Doc Watson

## Guitaristes de folk contemporain
- Paul Adams
- Joan Baez
- Robbie Basho (en)
- Besac-Arthur
- Sandy Bull
- Ani DiFranco
- Jerry Donahue
- Nick Drake
- Bob Dylan
- Tommy Emmanuel
- John Fahey
- Tony Furtado
- Danny Gatton
- Maneli Jamal
- Bert Jansch
- Jack Johnson
- Nic Jones (en)
- Leo Kottke
- Jean-Félix Lalanne
- Ray LaMontagne
- Mary McCaslin
- Ralph McTell
- John Martyn
- Joni Mitchell
- John Prine
- John Renbourn
- Arlen Roth
- Tom Rush
- Paul Simon
- Paul Stookey
- Peter Yarrow

## Guitaristes de picking
- Chet Atkins[3], américain
- Roger C. Field (Roger Chesterfield), britannique
- Marcel Dadi[3], français, picking nord-américain
- Michel Haumont, français
- Jean-Félix Lalanne, français
- Tommy Emmanuel, australien
- Cisco Herzhaft, français, picking et rag
- Merle Travis[3], américain

## Guitaristes fingerstyle
- Tommy Emmanuel[4], australien
- Sungha Jung[4], coréen du Sud
- Julia Lange[5], allemande
- Andy McKee, américain
- Gabriella Quevedo[4], suédoise

## Guitaristes de western music
- Don Edwards (en)
- Bill Barwick (en)
- Andy Hedges
- Michael Martin Murphey
- Gerry McGee
- Dave Stamey
- Merle Travis
- Ian Tyson (en)

## Guitaristes de flamenco
voir aussi liste complète dans l'article dédié: 
- Vicente Amigo
- Paco Cepero
- Moraíto Chico
- Jesse Cook
- Mario Escudero
- Raphaël Faÿs
- Oscar Guzman
- Pepe Habichuela
- Oscar Herrero
- Paco de Lucía
- Jonathan Arenas El Yoni
- Niño Miguel
- Ramón Montoya
- Diego del Morao
- Gerardo Núñez
- Paco Peña
- Manitas de Plata
- Niño de Pura
- Kiko Ruiz
- Sabicas
- Manolo Sanlúcar
- Serranito
- Tomatito

## Guitaristes dereggae
- Dennis Bovell
- Bob Marley
- Oliver N'Goma
- Peter Tosh
- Rusty Zinn (en)

## Guitaristes desoukous
- Franco Luambo Makiadi
- Nicolas Kasanda (1939–1985)
- Le Musique Various et le Tout Puissant Orchestre Kinshasa Jazz (1938-1989)

## Guitaristes d'autres styles
- Aminoss, modes orientaux (maqâms) sur guitare fretless
- Pierre Bensusan, guitare accordée en DADGAD
- Marcel Dadi
- Jacob Desvarieux, Zouk
- Eddie Hazel, Funk, Doo-wop
- Kaki King, tapping à deux mains
- Djamel Laroussi, musique world
- Adrien Politi, tango, sur guitare électrique
- Régis Reynaud, musique trad
- Luis Rizzo, tango
- Savy Jérôme
- Toto Guillaume, Makossa camerounais

Quelques guitaristes
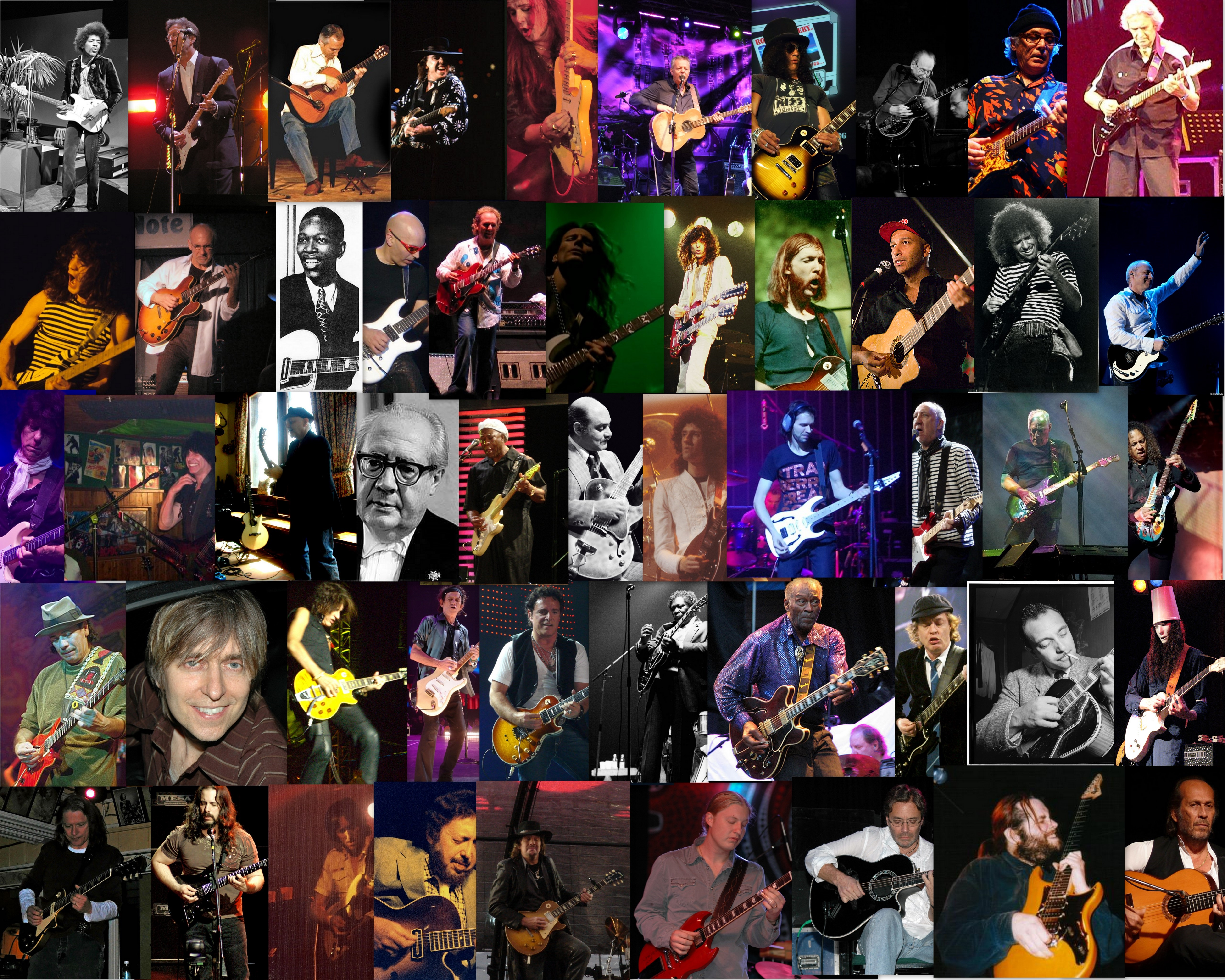